# Centralna Ewidencja i Informacja o Działalności Gospodarczej

Logo CEIDG

Centralna Ewidencja i Informacja o Działalności Gospodarczej (CEIDG, rzadziej CEiIoDG) – ewidencja osób fizycznych będących przedsiębiorcami w rozumieniu Prawa przedsiębiorców oraz przedsiębiorstw w spadku pod firmą zmarłego przedsiębiorcy, wraz z ewentualnymi adnotacjami o uczestnictwie w spółce cywilnej, z wyłączeniem rolników indywidualnych prowadzących wyłącznie działalność wytwórczą w rolnictwie w zakresie upraw rolnych oraz chowu i hodowli zwierząt, ogrodnictwa, warzywnictwa, leśnictwa i rybactwa śródlądowego oraz w innych zakresach wymienionych w art. 6 ust. 1 Prawa przedsiębiorców, prowadzona w systemie teleinformatycznym utworzonym w obecnym kształcie w 2011 r., którego gestorem jest minister właściwy do spraw gospodarki.
Podstawą funkcjonowania CEIDG jest ustawa z dnia 6 marca 2018 r. o Centralnej Ewidencji i Informacji o Działalności Gospodarczej i Punkcie Informacji dla Przedsiębiorcy (Dz.U. z 2022 r. poz. 541), która weszła w życie 30 kwietnia 2018 r., wchodząca w skład tak zwanej konstytucji dla biznesu, będącej częścią planu Morawieckiego.

## Zadania i funkcje
Zadania CEIDG to:
- prowadzenie ewidencji przedsiębiorców będących osobami fizycznymi oraz przedsiębiorstw w spadku pod firmą zmarłego przedsiębiorcy, wraz z ewentualnymi adnotacjami o uczestnictwie w spółce cywilnej,
- dostarczenie informacji o podmiotach gospodarczych w zakresie wskazanym w ustawie,
- umożliwienie korzystania z danych, które są bezpłatnie udostępniane,
- możliwość ustalenia terminu i zakresu zmian wpisów w CEIDG i identyfikacja tych zmian z podmiotem, które je wprowadził[2].

Ewidencja umożliwia bezpłatny dostęp do informacji o przedsiębiorcach i innych podmiotach w zakresie wskazanym w ustawie. W ogólnodostępnym portalu CEIDG można znaleźć m.in.:
- jednolity, prosty oraz powszechnie obowiązujący formularz o wpis do CEIDG,
- wyszukiwarkę firm oraz osób prowadzących działalność w Polsce,
- niezbędne informacje na temat koncesji, licencji, zwolnień i wpisach do rejestru działalności,
- filmy instruktażowe pomocne do sporządzenia wniosku CEIDG-1.

## Wpis

### Zakres podmiotowy
Wpisowi do CEIDG podlega każdy przedsiębiorca będący osobą fizyczną, czyli osoba fizyczna prowadząca jednoosobowo lub w ramach spółki cywilnej pozarolniczą działalność gospodarczą w rozumieniu Prawa przedsiębiorców. W przypadku jego śmierci wpis może dotyczyć przedsiębiorstwa w spadku pod firmą zmarłego przedsiębiorcy, do dnia wygaśnięcia zarządu sukcesyjnego, jeżeli został powołany, albo do dnia wygaśnięcia uprawnienia do powołania zarządcy sukcesyjnego, jeżeli osoba, o której mowa w art. 14 ustawy z dnia 5 lipca 2018 r. o zarządzie sukcesyjnym przedsiębiorstwem osoby fizycznej i innych ułatwieniach związanych z sukcesją przedsiębiorstw, kontynuuje prowadzenie przedsiębiorstwa pod firmą przedsiębiorcy i w terminie wskazanym w art. 12 ust. 10 tej ustawy dokona zgłoszenia do naczelnika urzędu skarbowego o kontynuowaniu prowadzenia tego przedsiębiorstwa.
Dla odmiany, przedsiębiorca będący osobą prawną lub jednostką organizacyjną nieposiadającą osobowości prawnej podlega wpisowi do odrębnego rejestru przedsiębiorców Krajowego Rejestru Sądowego, wraz z nadaniem numeru KRS.

### Zakres przedmiotowy
Do CEIDG wpisuje się następujące dane:
- imię i nazwisko przedsiębiorcy, numer PESEL, o ile taki posiada, oraz data urodzenia, o ile nie posiada numeru PESEL
- dodatkowe określenia, które przedsiębiorca włącza do firmy, o ile przedsiębiorca takich używa
- numer identyfikacyjny REGON przedsiębiorcy
- numer identyfikacji podatkowej (NIP) przedsiębiorcy, o ile taki posiada, oraz informacje o jego unieważnieniu lub uchyleniu
- informacja o obywatelstwie przedsiębiorcy
- adres do doręczeń oraz - jeżeli przedsiębiorca takie miejsce posiada - adres stałego miejsca wykonywania działalności gospodarczej; dane dotyczące adresu są zgodne z oznaczeniami kodowymi przyjętymi w krajowym rejestrze urzędowym podziału terytorialnego kraju, o ile to w danym przypadku możliwe
- inne dane kontaktowe przedsiębiorcy, w szczególności adres poczty elektronicznej, adres strony internetowej, numer telefonu, o ile dane te zostały zgłoszone przez przedsiębiorcę we wniosku o wpis do CEIDG
- przedmiot wykonywanej działalności gospodarczej według Polskiej Klasyfikacji Działalności (PKD) na poziomie podklasy, w tym jeden przedmiot przeważającej działalności
- informację o istnieniu lub nieistnieniu małżeńskiej wspólności majątkowej
- informację o ewentualnym udziale w spółce cywilnej, wraz z jej numerami NIP i REGON
- informację o ewentualnym zawieszeniu działalności gospodarczej
- informację o ewentualnym zarządzie sukcesyjnym przedsiębiorstwem osoby fizycznej.

### Obligatoryjność
Wpis do CEIDG jest dla osoby fizycznej wykonującej pozarolniczą działalność gospodarczą w rozumieniu ustawy z dnia 6 marca 2018 r. - Prawo przedsiębiorców (Dz.U. z 2023 r. poz. 221) co do zasady obowiązkowy, a wykonywanie takiej działalności bez dokonania wpisu stanowi wykroczenie zagrożone karą ograniczenia wolności albo grzywny.

### Skutki prawne wpisu
Zaakceptowany wniosek o wpis (lub wykreślenie) skutkuje decyzją ministra właściwego do spraw gospodarki o wpisie wnioskodawcy do (lub odpowiednio o wykreśleniu z) Centralnej Ewidencji i Informacji o Działalności Gospodarczej, oznaczającą zarazem wpis do (lub odpowiednio wykreślenie z) prowadzonych:
- dla celów podatkowych – Centralnego Rejestru Podmiotów – Krajowej Ewidencji Podatników KAS, wraz z nadaniem numeru NIP dla osób go nieposiadających oraz wraz z oświadczeniem o wyborze formy opodatkowania dochodu, a ponadto (o ile dotyczy) wraz z wnioskiem o rejestrację (lub odpowiednio wykreślenie) jako podatnik VAT zwolniony albo czynny, w tym ostatnim przypadku również (o ile dotyczy) jako podatnik VAT UE, przy czym w przypadku zawiązania spółki cywilnej to ona jest podatnikiem VAT, natomiast w przypadku PIT podatnikami są wspólnicy, zaś rola spółki ograniczona jest w tym przypadku wyłącznie do bycia płatnikiem zaliczek za osoby zatrudnione
- dla celów ubezpieczenia zdrowotnego oraz (w zależności od sytuacji, obowiązkowych lub dobrowolnych) ubezpieczeń społecznych – Centralnego Rejestru Płatników Składek ZUS lub (w określonych przypadkach) Rejestru Płatników Składek na Rolnicze Ubezpieczenia Społeczne i Ubezpieczenie Zdrowotne KRUS, przy czym w przypadku zawiązania spółki cywilnej to ona pełni zawsze rolę płatnika składek za osoby zatrudnione, natomiast płatnikiem składek za wspólników może być albo spółka albo osobno wspólnicy
- dla celów statystycznych – Krajowego Rejestru Urzędowego Podmiotów Gospodarki Narodowej GUS, wraz z nadaniem numeru REGON

Ponadto w określonych ustawowo sytuacjach wpis do CEIDG (oraz zależne od niego wpisy w innych urzędowych rejestrach, ewidencjach czy na listach) może z mocy prawa wygasnąć.

### Numer ewidencyjny
W odróżnieniu od swojej poprzedniczki oraz od rejestru przedsiębiorców Krajowego Rejestru Sądowego, CEIDG sama w sobie nie nadaje przedsiębiorcy osobnego numeru ewidencyjnego, natomiast z mocy prawa funkcję tę pełni numer identyfikacji podatkowej w Centralnym Rejestrze Podmiotów – Krajowej Ewidencji Podatników Krajowej Administracji Skarbowej, identyfikujący przedsiębiorcę także dla celów podatkowych oraz ubezpieczeń społecznych i ubezpieczenia zdrowotnego.
Przedsiębiorca podlegający wpisowi do CEIDG
ma obowiązek posługiwania się numerem NIP oraz numerem statystycznym REGON na firmowych pieczęciach, wizytówkach i stronach internetowych, wystawianych przez siebie paragonach, a także pismach i zamówieniach handlowych (papierze firmowym, fakturach, rachunkach i wszelkich innych dokumentach wystawianych podmiotom zewnętrznym), przy czym w przypadku zawiązania spółki cywilnej używa się na powyższych zasadach numerów NIP i REGON spółki, odrębnych od tych nadanych przedsiębiorcom będącym jej wspólnikami.
Dla porównania, przedsiębiorca podlegający  zamiast wpisu do CEIDG wpisowi do rejestru przedsiębiorców Krajowego Rejestru Sądowego, jest obowiązany używać na ww. zasadach zarówno numerów NIP i REGON, jak i numeru w rejestrze przedsiębiorców KRS wraz z podaniem właściwego sądu rejestrowego. Spółki kapitałowe, komandytowo-akcyjne i europejskie oraz spółdzielnie europejskie mają dodatkowo obowiązek podawania na firmowych stronach internetowych, a także pismach i zamówieniach handlowych (papierze firmowym, fakturach, rachunkach i wszelkich innych niż paragony pozostałych dokumentach wystawianych podmiotom zewnętrznym) kapitału zakładowego wraz z kwotą, w jakiej został on opłacony; nie dotyczy to jednak pieczęci firmowych, paragonów wystawianych przez przedsiębiorcę, ani wizytówek używanych przez osoby działające w jego imieniu.

### Procedura administracyjna
Wszelkie czynności związane z wpisem do Centralnej Ewidencji i Informacji o Działalności Gospodarczej, prowadzonej przez ministra właściwego do spraw gospodarki, są bezpłatne.
Wpis do ewidencji jest dokonywany zdalnie poprzez system teleinformatyczny prowadzony przez ministra właściwego do spraw gospodarki, zintegrowany z rządowym portalem dla przedsiębiorców biznes.gov.pl, lub tradycyjnie za pośrednictwem dowolnego urzędu gminy wybranego przez wnioskującego o wpis przedsiębiorcę. W celu uzyskania statusu przedsiębiorcy osoba fizyczna składa wniosek CEIDG-1, wybierając jedną z czterech dostępnych możliwości:
| Wejście na stronę CEIDG | | |  |                                                                          | | |
| Zalogowanie się do systemu CEIDG                                                                                                | Zalogowanie się do systemu CEIDG                                                                                                | Zalogowanie się do systemu CEIDG                                                                                                |  | Bez logowania się do systemu CEIDG                                       | Bez logowania się do systemu CEIDG                                                                                     | Bez logowania się do systemu CEIDG                                                                  |
| Założenie konta + aktywowanie konta (poprzez link potwierdzający otrzymany na podany adres e-mail) i zalogowanie się do systemu | Założenie konta + aktywowanie konta (poprzez link potwierdzający otrzymany na podany adres e-mail) i zalogowanie się do systemu | Założenie konta + aktywowanie konta (poprzez link potwierdzający otrzymany na podany adres e-mail) i zalogowanie się do systemu |  | Przygotowanie wniosku, w trybie anonimowym, bez logowania się do systemu | Przygotowanie wniosku, w trybie anonimowym, bez logowania się do systemu                                               | Przygotowanie wniosku, w trybie anonimowym, bez logowania się do systemu                            |
| Wypełnienie wniosku online | Wypełnienie wniosku online | Wypełnienie wniosku online |  | Pobranie wniosku on-line                                                 | Pobranie wniosku on-line                                                                                               | Pobranie wniosku on-line                                                                            |
| Wysłanie wniosku online | Wysłanie wniosku online | Wysłanie wniosku online |  | Wydruk wniosku                                                           | Wydruk wniosku | Wydruk wniosku                                                                                      |
| złożenie (podpisanie) go elektronicznie                                                                                         | złożenie (podpisanie) go elektronicznie                                                                                         | podpisanie go osobiście w dowolnej gminie                                                                                       |  | przygotowanie wniosku online                                             | przesłanie wniosku do gminy                                                                                            | złożenie wniosku osobiście w gminie                                                                 |
| Podpisanie kwalifikowanym podpisem elektronicznym                                                                               | Podpisanie podpisem zaufanym albo osobistym                                                                                     | podpisanie go osobiście w dowolnej gminie.                                                                                      |  | podpisanie go w dowolnej gminie.                                         | Podpisanie i wysłanie pocztą. Dodatkowo podpis musi być notarialnie potwierdzony. (wymagane notarialne poświadczenie). | Podpisanie i osobiste zaniesienie do urzędu gminy (gmina przekształca go na wniosek elektroniczny). |

Od 2017 roku można przygotować wniosek telefonicznie razem z konsultantem CEIDG.
Obowiązuje składanie wniosków na formularzu CEIDG-1 Wniosek o wpis do Centralnej Ewidencji i Informacji o Działalności Gospodarczej, stosowanym w każdym z poniższych przypadków:
1. wniosek o wpis do CEIDG przedsiębiorcy. (Należy podać faktyczną datę rozpoczęcia działalności)
2. wniosek o zmianę wpisu w CEIDG oraz innych danych. (Data zmiany nie może być późniejsza niż dzień złożenia wniosku)
3. wniosek o zawieszenie wykonywania działalności gospodarczej. (Należy podać faktyczną datę zawieszenia, działalność zawieszana jest na czas nieokreślony lub określony jeżeli na wniosku o zawieszenie została podana data wznowienia)
4. wniosek o wznowienie wykonywania działalności gospodarczej. (Należy podać faktyczną datę wznowienia)
5. wniosek o wykreślenie przedsiębiorcy z CEIDG; w tym przypadku należy wskazać na wniosku w zależności od sytuacji:
  1. ostatni dzień prowadzenia działalności
  2. informację o niepodjęciu wykonywania działalności gospodarczej (w takim przypadku wpis przedsiębiorcy w CEIDG nie jest udostępniany)
  3. informację o przekształceniu w jednoosobową spółkę kapitałową

W ramach wniosku składane są również obowiązkowo oświadczenia, że:
- „wobec osoby, której wpis dotyczy, nie orzeczono prawomocnie zakazów, o których mowa w art. 5 ust. 2 pkt 13–15 ustawy z dnia 6 marca 2018 r. o Centralnej Ewidencji i Informacji o Działalności Gospodarczej i Punkcie Informacji dla Przedsiębiorcy w zakresie działalności gospodarczej objętej wpisem”,
- „osoba, której wpis dotyczy, posiada tytuł prawny do nieruchomości, których adresy są wpisywane do CEIDG”.

Ponadto wniosek o wpis lub wykreślenie obowiązkowo obejmuje, a o zmianę wpisu może obejmować, zgłoszenia do:
- KAS,
- ZUS albo KRUS,
- GUS.

W przypadku zawiązania spółki cywilnej obowiązuje dodatkowo uzyskanie dla niej, poprzez osobne wnioski składane bezpośrednio do KAS i GUS, numerów NIP i REGON odrębnych od tych nadanych przedsiębiorcom będącym jej wspólnikami.

## Szczególne obowiązki w przypadku działalności regulowanej
W przypadku niektórych rodzajów pozarolniczej działalności gospodarczej, rozpoczęcie jej może być obok uzyskania statusu przedsiębiorcy uzależnione także od uzyskania koncesji, zezwolenia lub wpisu do rejestru działalności regulowanej.

## Historia
Protoplastą CEIDG była ewidencja działalności gospodarczej osób fizycznych wprowadzona przez ustawę o działalności gospodarczej z 1988 r. (tzw. ustawa Wilczka (Dz.U. z 1988 r. nr 41, poz. 324), ministra przemysłu w rządzie Mieczysława Rakowskiego), która prowadzona była jako jawna przez właściwe dla miejsca prowadzenia działalności urzędy gminne, miejsko-gminne lub miejskie. Następnie ewidencja działała na podstawie ustawy z dnia 19 listopada 1999 r. Prawo działalności gospodarczej, którą z kolei zastąpiła ustawa o swobodzie działalności gospodarczej z 2 lipca 2004 r.
Od 1 lipca 2011 ewidencja została scentralizowana tworząc Centralną Ewidencję i Informację o Działalności Gospodarczej, działając do 29 kwietnia 2018 r. na mocy znowelizowanej ustawy o swobodzie działalności gospodarczej z 2 lipca 2004 r. (Dz.U. z 2017 r. poz. 2168). Do końca grudnia 2011 r. do centralnie prowadzonej ewidencji zostały przeniesione wpisy prowadzone przez samorządy.